# Avril 1917

## Événements
- Canada : lors d'une escale d'un navire partant des États-Unis vers la Russie, Léon Trotski est emprisonné pendant un mois à Halifax. Il est finalement relâché et repart en Russie d'où il participe à la Révolution russe.
- 4 avril : élection au Nouveau-Brunswick. Les libéraux les remportent et Walter Edward Foster devient premier ministre.
- 5 avril : le roi Ferdinand Ier de Roumanie adresse aux soldats du front une proclamation dans laquelle il promet aux paysans des terres et une plus large participation à la vie publique. Une Assemblée constituante convoquée par Bratianu à Iasi vote une réforme agraire en juin prévoyant la mise à la disposition des paysans de deux millions d’hectares et une réforme électorale introduisant pour l’avenir le suffrage universel.
- 6 avril : le Congrès américain vote l'entrée en guerre des États-Unis aux côtés des Alliés. Les premières troupes américaines sont envoyées sur le front de l’ouest le 21 octobre.
- 7 avril[1] : Cuba déclare la guerre à l'Allemagne.
- 8 avril : scission du parti social-démocrate en Allemagne et création du parti social-démocrate indépendant à Gotha (Karl Liebknecht, Rosa Luxemburg, Eduard Bernstein).
- 9 avril : les Britanniques lancent l’offensive en Artois, entre Arras et Lens.
- 16 avril : 
  - Grève massive en Allemagne (300 000 ouvriers). Les dirigeants syndicaux sont arrêtés.
  - Début de l'offensive contre les lignes allemandes lancés par le général Nivelle du Chemin des Dames.
  - Premier char d'assaut français qui participe à un combat lors d'une guerre.
- 17 avril : 
  - Après la révolution de Février, le gouvernement provisoire accorde l’indépendance aux Estoniens.
  - Accords d’Akroma. L’Italie accorde l’autonomie à la Cyrénaïque sous l’autorité de l’émir Idris.
  - Retour en Russie de Lénine, il énonce ses « thèses d'avril ». Il affirme que l’Europe entière est à la veille d’une révolution socialiste et que les marxistes doivent renverser le gouvernement provisoire. Il présente son programme aux membres bolcheviques du Congrès panrusse des Soviets : armement du peuple, confiscation et nationalisation des domaines fonciers, création d’une internationale révolutionnaire et instauration d’une république des soviets de députés ouvriers et paysans.
- 17 - 19 avril : deuxième bataille de Gaza.
- 27 avril : la conférence des organisations bolcheviques de Petrograd adopte les « thèses d’avril » de Lénine.

## Naissances
- 3 avril : Eva Fastag, Résistante de confession juive d'origine israëlienne († 12 août 2021).
- 5 avril : Gad al-Haq Ali Gad al-Haq, religieux égyptien, recteur de la Mosquée al-Azhar au Caire († 15 mars 1996).
- 6 avril : Leonora Carrington, peintre et romancière britannique († 25 mai 2011).
- 8 avril : Tadeusz Pietrzykowski, boxeur polonais († 17 avril 1991).
- 11 avril : Raymond Marcillac, journaliste et présentateur de télévision français († 13 avril 2007).
- 21 avril : Josep Palau i Fabre, poète et écrivain espagnol d'expression catalane († 23 février 2008).
- 26 avril : Ieoh Ming Pei, architecte américain d'origine chinoise († 16 mai 2019).
- 27 avril : Philipose Mar Chrysostom, Prêtre et métropolite indien († 5 mai 2021).
- 28 avril : Mahluga Sadigova, actrice azerbaïdjanaise († 15 août 2003).

## Décès
- 12 avril : Francis von Bettinger, cardinal allemand, archevêque de Munich (° 17 septembre 1850).
- 14 avril : Louis-Lazare Zamenhof, médecin et linguiste polonais, initiateur de la langue internationale équitable espéranto (° 15 décembre 1859).
- 23 avril : Joseph Henri Mensier, général français (° 2 février 1829).
- 24 avril :
  - Florentino Ballesteros, matador espagnol (° 11 janvier 1893).
  - Abel Botelho, écrivain portugais.
- 27 avril: Teri'inavahoro'a Teha'apapa III de Huahine et Maia'o, dernière reine polynésienne de Huahine et Maia'o.